# Aldermaston Wharf
Aldermaston Wharf – wieś w Anglii, w hrabstwie ceremonialnym Berkshire, w dystrykcie (unitary authority) West Berkshire. Leży 13 km na południowy zachód od centrum miasta Reading i 71 km na zachód od centrum Londynu.